# Фопполо
Фопполо (італ. Foppolo) — муніципалітет в Італії, у регіоні Ломбардія,  провінція Бергамо.
Фопполо розташоване на відстані близько 520 км на північний захід від Рима, 80 км на північний схід від Мілана, 40 км на північ від Бергамо.
Населення — 195 осіб (2014).
Щорічний фестиваль відбувається 15 серпня. Покровителька — Богородиця Небовзята.

## Демографія
Населення за роками:

Станом на 1 січня 2023 року в муніципалітеті офіційно проживало 8 іноземців з 5 країн, серед них 1 громадянин країн Євросоюзу.

## Сусідні муніципалітети
- Кайоло
- Карона
- Чедраско
- Фузіне
- Тартано
- Валлеве